# سیارک ۴۱۵۸
سیارک ۴۱۵۸ (به انگلیسی: 4158 Santini، نامگذاری:1989BE) چهار هزار و صد و پنجاه و هشتمین سیارک کشف شده‌است که در ۲۸ ژانویه ۱۹۸۹ کشف شد.
قدر مطلق سیارک برابر ۱۱٫۴۰ است.